# (38803) 2000 RH62
2000 RH62 (asteroide 38803) é um asteroide da cintura principal. Possui uma excentricidade de 0.19038920 e uma inclinação de 2.24454º.
Este asteroide foi descoberto no dia 1 de setembro de 2000 por LINEAR em Socorro.